# Kjersti Thun
Kjersti Anita Thun (* 18. Juni 1974) ist eine ehemalige norwegische Fußballspielerin, die von 1996 bis 2000 zwölfmal für die A-Nationalmannschaft spielte, mit ihr 1996 die olympische Bronzemedaille gewann und vier Jahre später mit ihr Olympiasieger wurde.

## Karriere

### Vereine
Thun spielte im Seniorinnenbereich für den in Asker ansässigen Asker Fotball, die Frauenfußballmannschaft des Asker SK. Sie begann in der Spielzeit 1992 in der seinerzeitigen 1. Divisjon. Von 1995 bis 1999 spielte sie in der Eliteserien, danach in der Toppserien, den jeweils höchsten Spielklassen im norwegischen Frauenfußball. Ihre ersten beiden Tore in ihrer Premierenspielzeit erzielte sie am 15. September 1992 (15. Spieltag) beim 5:0-Sieg im Auswärtsspiel gegen den Bøler IF mit den Treffern zum 4:0 und 5:0 in der 81. und 87. Minute; ihr letztes am 22. Oktober 2005 (18. Spieltag) beim 1:1-Unentschieden im Heimspiel gegen das Team Strømmen FK mit dem Treffer zum Endstand in der 29. Minute. Mit der Mannschaft gewann sie je zweimal die Meisterschaft und den nationalen Vereinspokal. Im Osloer Pokalfinale am 28. Oktober 2000 wurde der Bjørnar IL mit 4:1 bezwungen; Thun gelang die 1:0-Führung in der 42. Minute. Am selben Spielort am 5. November 2005 wurde das Team Strømmen FK erst in der Verlängerung mit 4:0 bezwungen; Thun gelangen die Treffer zum 2:0 und 3:0 in der 109. und 111. Minute.
Aus dem Leistungssport zurückgekehrt, spielte sie noch einmal für den in Konnerud in der Gemeinde Drammen ansässigen Amateurverein Konnerud Idrettslag, für den sie in der drittklassigen 2. Divisjon 30 Punktspiele in den Spielzeiten 2012 und 2013 bestritt und zwei Tore erzielte.

### Nationalmannschaft
Für die Nationalmannschaft kam Thun in fünf Jahren in zwölf Länderspielen zum Einsatz. Ihr Debüt erfolgte am 4. Februar 1996 in Jacksonville beim 2:1-Sieg im Freundschaftsspiel gegen die US-amerikanische Nationalmannschaft mit Einwechslung für Brit Sandaune in der 87. Minute. Anschließend nahm sie mit ihrer Mannschaft am Turnier um den Algarve-Cup 1996 teil und wurde in allen drei Spielen der Gruppe A eingesetzt wie auch im Finale, in dem die Nationalmannschaft Schwedens mit 0:4 unterlegen war. Im zweiten Gruppenspiel, beim 3:0-Sieg über die Nationalmannschaft Portugals, gelang ihr mit dem Treffer zum 1:0 in der elften Minute ihr erstes (zugleich einziges) Länderspieltor. Ihr erstes Länderspieljahr beschloss sie am 31. August mit dem letzten Spiel der EM-Qualifikationsgruppe 1 beim 4:0-Sieg über die Nationalmannschaft der Slowakei in Levice. In den Spieljahren 1997, 1998 und 2000 kam sie in jeweils zwei Länderspielen zum Einsatz, zunächst in den beiden Spielen eines Drei-Nationen-Turniers, das sie mit ihrer Mannschaft gewann (3:0 vs. Deutschland und 1:1 vs. Dänemark; am 28. und 29. Mai jeweils in Kopenhagen), anschließend im Rahmen der Goodwill Games, mit Abschluss auf Platz 3 (2:4 i. E. vs. China und 4:2 vs. Dänemark; jeweils am 25. Juli in Hempstead) und in zwei Vergleichen mit der US-amerikanischen Nationalmannschaft am 6. und 9. Februar in Fort Lauderdale und Boca Raton, die mit 3:2 und 2:1 gewonnen wurden.
Mit ihrer Mannschaft nahm sie am olympischen Fußballturnier 1996 und 2000 teil, kam jedoch in keinem der beiden Turniere zum Einsatz.

## Erfolge
Nationalmannschaft
- Olympiasiegerin 2000 (ohne Turniereinsatz)
- Olympische Bronzemedaille 1996 (ohne Turniereinsatz)
- Algarve-Cup-Siegerin: 1996

Asker Fotball
- Norwegische Meisterin: 1998, 1999
- Norwegische Pokal-Siegerin: 2000, 2005